# Горня-Лепеница
Горня-Лепеница (серб. Горња Лепеница) — населенный пункт в общине Србац, который принадлежит энтитету Республике Сербской, Босния и Герцеговина. По результатам югославской переписи населения 1991 года в Горня Лепенице проживало 351 человек.

## Население
| 1948                           | 1953 | 1961 | 1971 | 1981 | 1991 |
| ------------------------------ | ---- | ---- | ---- | ---- | ---- |
| 677                            | 801  | 776  | 536  | 418  | 351  |
| Гистограмма динамики населения |      |      |      |      |      |